# 영국 컴퓨터 학회
영국 컴퓨터 학회(British Computer Society, BCS)는 2009년부터 BCS(The Chartered Institute for IT)라는 브랜드로 정보기술(IT), 컴퓨팅, 소프트웨어 공학, 컴퓨터 공학 및 컴퓨터 과학 분야에서 일하는 사람들을 대표하는 영국 및 국제적인 전문 기관이자 학회이다. 1957년에 설립된 BCS는 IT 전문가, 컴퓨터 과학자, 소프트웨어 엔지니어, 컴퓨터 엔지니어를 교육 및 육성하고 직업을 유지하며 CITP(Chartered IT Professional) 및 CEng(Chartered Engineer) 자격을 인증하고 글로벌 커뮤니티를 만드는 데 중요한 역할을 담당해 왔다. 컴퓨팅 분야와 실무를 홍보하고 발전시키는 데 적극적으로 참여하고 있다.
150개국 60,000명 이상이 소속되어 있다.